# Mirko Celestino
Mirko Celestino (Albenga, 19 de março de 1974) é um ciclista italiano, profissional de 1996 a 2007.

## Biografia
Estreia como profissional em 1996 da mão da equipa Polti depois de conseguir o Campeonato Europeu em Estrada sub-23 em 1995. Em 2006 alinhou pela equipa Milram. Pôs fim à sua carreira desportiva em ciclismo em estrada no ano 2007. No entanto, seguiu correndo na modalidade BTT.

## Palmarés em estrada
| 1995 (como amador) - Campeonato Europeu em Estrada sub-23 - Grande Prêmio Palio do Recioto 1998 - Regio-Tour - Giro d'Emilia 1999 - HEW Cyclassics - Coppa Placci - Giro de Lombardia 2001 - Milão-Torino - Tre Valli Varesine - Troféu Laigueglia | 2002 - 1 etapa do Brixia Tour 2003 - Milão-Turino - Semana Internationale Coppi-Bartali 2004 - 1 etapa da Semana Internationale Coppi-Bartali 2006 - 2º no Campeonato da Itália em Estrada |

## Resultados nasGrandes Voltas

### Tour de France
- 2004 : abandono
- 2006 : abandono

### Giro de Itália
- 2005 : 34º

## Palmarés em BTT
2009
- Campeão da Itália de BTT-Marathon  [2]